# DjVu
DjVu (pronunciat déjà vu) és un format de fitxer d'ordinador dissenyat principalment per a emmagatzemar imatges escanejades. Es caracteritza per incorporar avançades tecnologies com ara separació de capes d'imatges, càrrega progressiva, codificació aritmètica i compressió sense pèrdua per a imatges bitonals (dos colors), permetent que imatges d'alta qualitat s'emmagatzemin en un mínim d'espai.
La càrrega (o descàrrega) progressiva fa al format ideal per a imatges servides des d'Internet. DjVu ha estat promogut com una alternativa al PDF, i en l'actualitat supera a aquest format en la majoria dels documents escanejats. Això l'ha dut a ser àmpliament utilitzat en la distribució de llibres de matemàtiques en les xarxes d'intercanvi de fitxers (Emule, BitTorrent, etc.). Igual que PDF, DjVu pot contenir una capa de text obtinguda mitjançant un procés d'OCR (Optical Character Recognition), fent fàcil les operacions de copiat i enganxat en altres documents.
La tecnologia de DjVu va ser originàriament desenvolupada per Yann Li Cun, Léon Bottou, Patrick Haffner i Paul G. Howard en els laboratoris de AT&T en 1996. DjVu és un format de fitxer obert. Les especificacions del format i el codi font de la biblioteca de referència estan publicades i es troben disponibles. La propietat dels drets per al desenvolupament comercial del programari de codificació ha sigut transferit a distintes companyies a través dels anys, incloent AT&T i LizardTech. Els autors originals mantenen una implementació GPL anomenada DjVuLibre.
L'any 2002 el format DjVu va ser triat per Internet Archive com el format amb el qual el seu projecte "Million Book Project" proporciona llibres escanejats de domini públic de forma online (conjuntament amb TIFF i PDF).

## Comparació amb PDF
La principal diferència entre DjVu i PDF és que el primer és un format de gràfics rasteritzats, en tant que el segon és un format de gràfics vectorials. Això implica les conseqüències següents:
- Els documents escanejats en format DjVu (.djvu) són més petits que els PDF (.pdf).
- La resolució màxima d'un arxiu DjVu està prefixada (s'especifica en crear-lo). En canvi, un arxiu PDF pot ampliar-se o reduir-se arbitràriament, sempre que la imatge font estigui en format vectorial (no ho són així les imatges escanejades), sense perdre la seva qualitat.
- Els caràcters d'un arxiu DjVu són imatges, no fa servir fonts tipogràfiques. PDF sí que utilitza fonts, que poden no venir empaquetades dins de l'arxiu, per la qual cosa si no es troben en el sistema, s'utilitza una altra que sí que estiga disponible.

El format PDF proporciona diferents maneres d'incloure i presentar imatges rasteritzades, que sovint s'utilitzen per a crear arxius amb documents escanejats. Aquests arxius tenen les mateixes limitacions que els arxius DjVu.